# Хайнрих I фон Щайнберг
Хайнрих I фон Щайнберг (на немски: Heinrich I von Steinberg; † ок. 1261) е благородник от стария род Щайнберг от Хилдесхайм в Долна Саксония.

## Произход
Той е син на Конрад I фон Щайнберг († ок. 1202). Внук е на Ашвин I фон Щайнберг и Бека фон Крам. Правнук е на Бодо фон Щайнберг († ок. 1024) и фон Рипен. Праправнук е на Ханс фон Щайнберг († ок. 996) и Хедвиг фон Хоенбухен. Потомък на Хайнрих фон Щайнберг († сл. 959).

## Фамилия
Хайнрих I фон Щайнберг се жени за Юта. Те имат децата:
- Ашвин II фон Щайнберг († ок. 1288), женен за Кристина фон Лаутерберг, дъщеря на граф Буркард Албус фон Шарцфелд-Лаутерберг († сл. 1267) и Ода фон Хадмерслебен († сл. 1264); те имат двама сина:
  - Хайнрих I фон Щайнберг († ок. 1323)
  - Ашвин III фон Щайнберг (* ok. 1262; † сл. 1336)